# 中华蚊母树
中华蚊母树（学名：Distylium chinense）又名水浆柯子，为金缕梅科蚊母树属下的一个种。